# NGC 3140
NGC 3140 (другие обозначения — MCG -3-26-28, PGC 29548) — спиральная галактика (Sc) в созвездии Гидры. Открыта Фрэнком Ливенвортом в 1886 году.
Галактика была открыта вместе с NGC 3141. Несмотря на то, что NGC 3140 имеет меньший номер в Новом общем каталоге, она имеет большее прямое восхождение.
Этот объект входит в число перечисленных в оригинальной редакции «Нового общего каталога».